# Sharp MZ-800

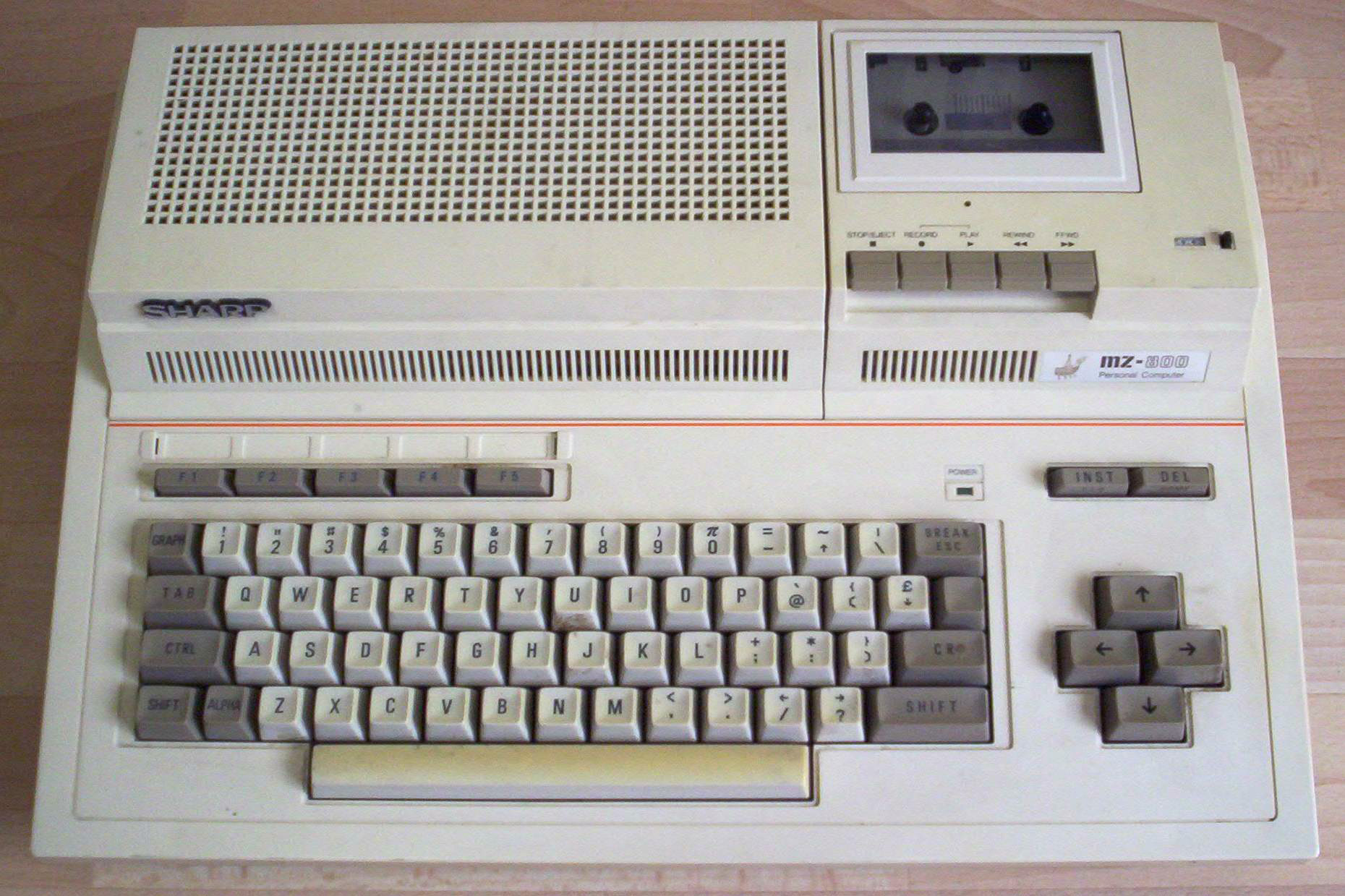
Sharp MZ-800 (model MZ-821)

Sharp MZ-800 byla řada domácích počítačů japonské společnosti Sharp, která se dostala na trh v roce 1984. Modely řady MZ-800 pokračovaly v koncepci řady Sharp MZ a byly nástupci modelů MZ-80K (1978), MZ-80B (1981) a MZ-700 (1982). Pouze v Japonsku se později objevil také model MZ-1500 (1984).

## Popis
Technicky byly počítače založeny na procesoru Z80A s frekvencí 3,55 MHz. Přístroje byly vybaveny operační pamětí 64 kB RAM, která mohla být rozšířena až na 128 kB.
Počítač byl vybaven řadou portů, různé typy video výstupů, joysticky, tiskárna, zvukový čtyřkanálový výstup. Reproduktor byl součástí počítače.
Modely řady MZ-800 umožňovaly grafické rozlišení 640 x 200 pixelů, což je výrazné zlepšení oproti řadě MZ-700, která umožňovala semigrafiku 80 x 50 v 8 barvách. Grafický výstup se parametry blížil úrovni tehdejších PC (grafika CGA). Každý pixel mohl mít vlastní barvu na rozdíl od grafických režimů v té době rozšířených 8bitových počítačů Sinclair ZX Spectrum, Atari 800XL/XE nebo Commodore C64.
MZ-800 je zpětně kompatibilní s modely MZ-80 a MZ-700. Na rozdíl od modelu MZ-80 (1979) nemá MZ-800 vestavěný monitor.

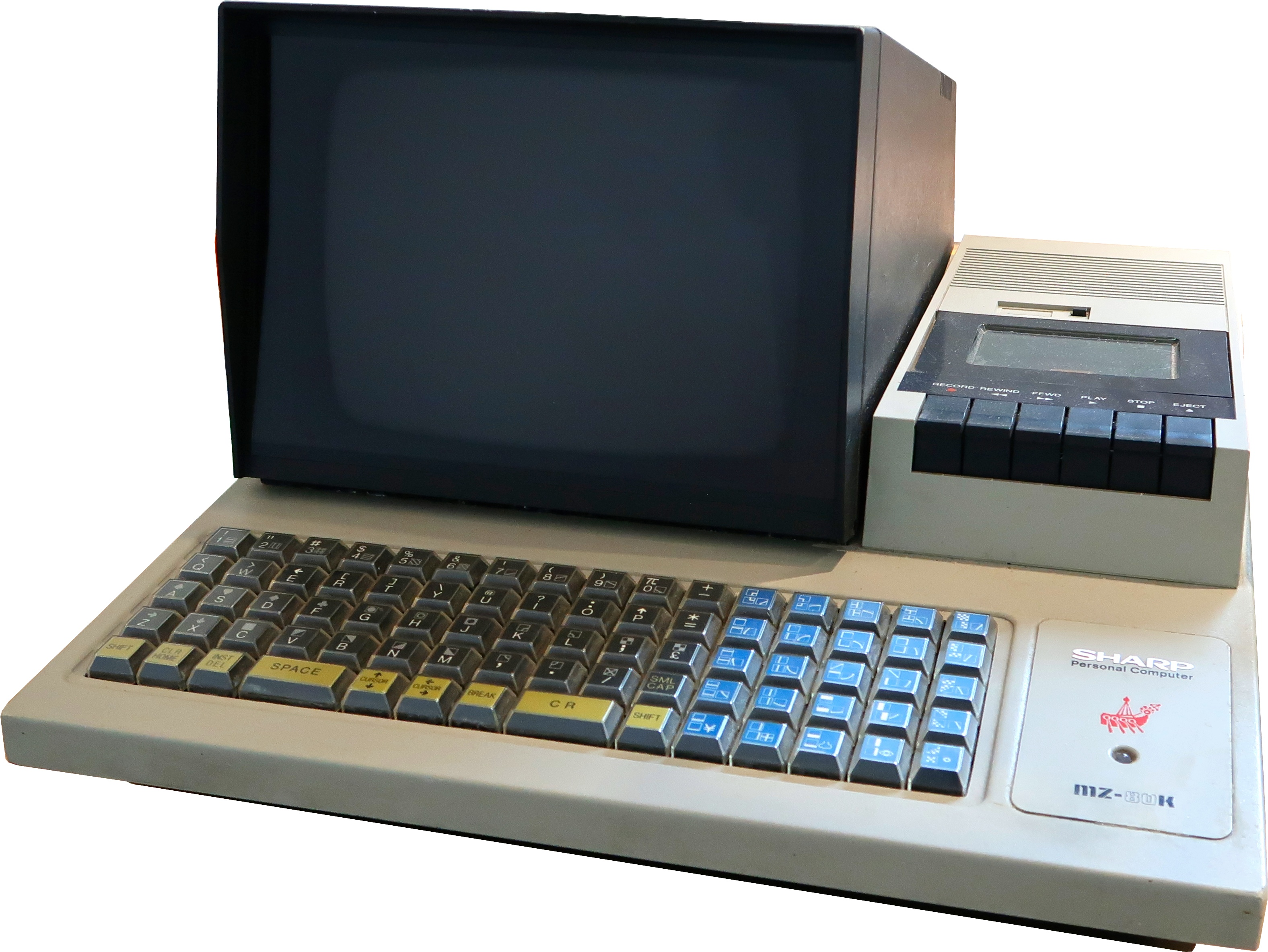
Sharp MZ-80K

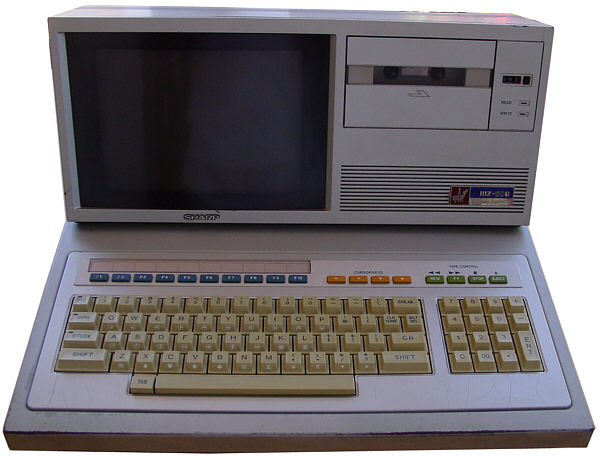
Sharp MZ-80B

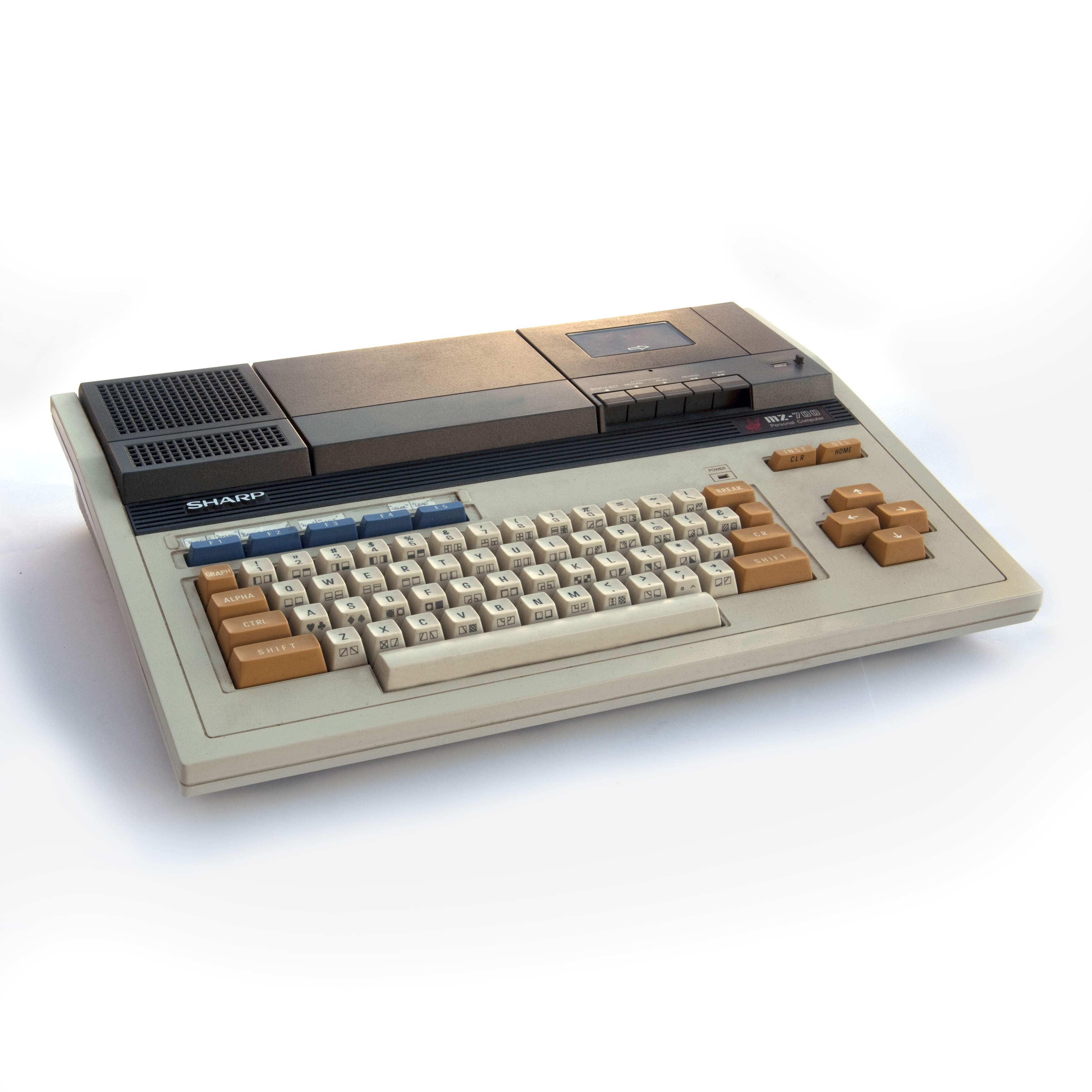
Sharp MZ-700 (model MZ-721)

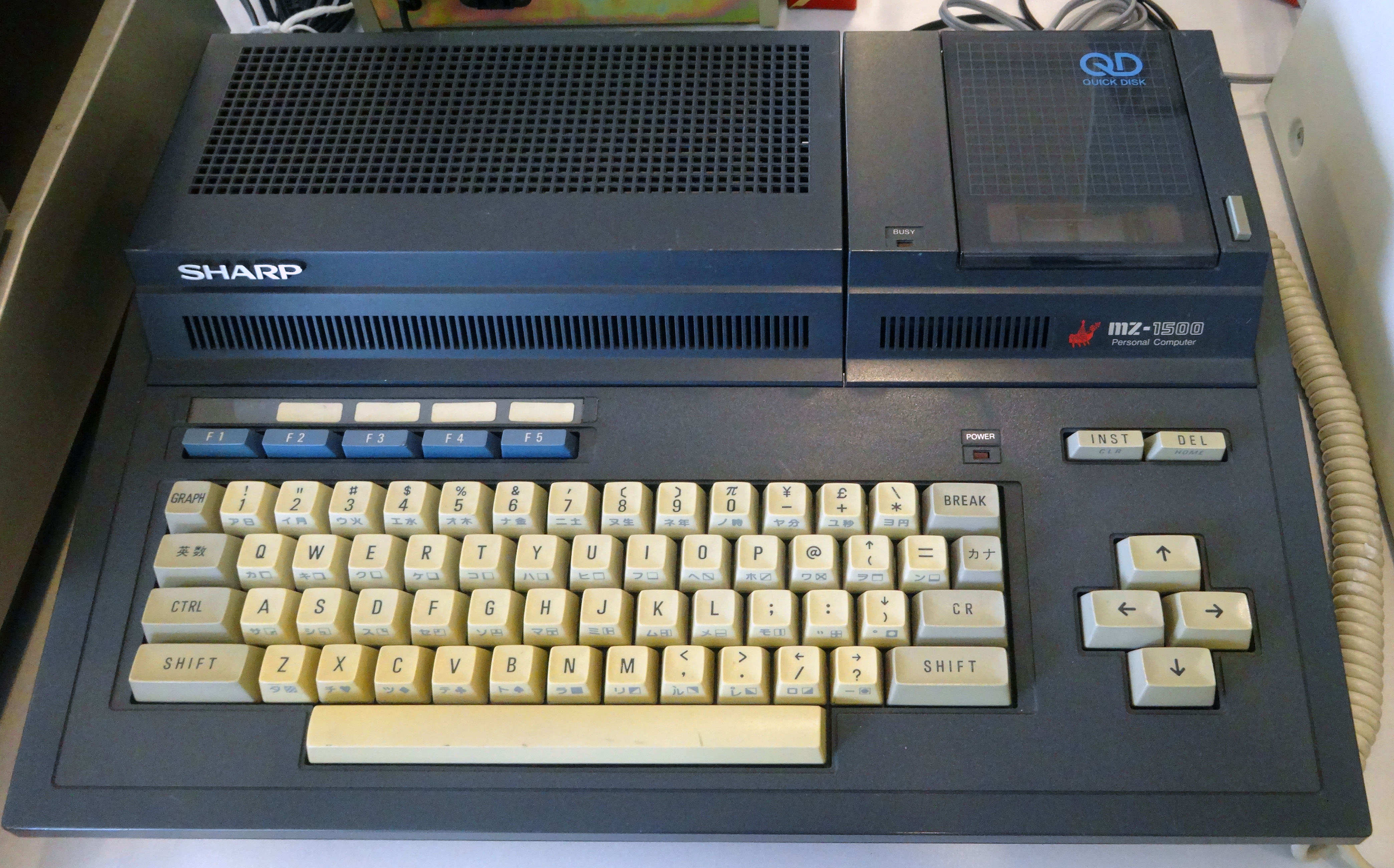
Sharp MZ-1500

## Modely
- MZ-811 – základní model
- MZ-821 – s vestavěným magnetofonem MZ-1T04
- MZ-831 – s vestavěnou jednotkou Quick Disk MZ-1F11 pro 2,8" diskety se sekvenčním přístupem

## Rozšíření
Systém bylo možné doplnit o čtyřbarevný plotr MZ-1P16, který na rozdíl od modelu MZ-731 z předchozí řady nebyl standardní součástí žádného modelu.
Výhodou počítačů MZ-800 byla jejich architektura, která dovolovala zařízení rozšířit o dvě vnitřní karty a rozšířit videopaměť. Vznikla řada vylepšení jako ramdisky, romdisky a podobně. Bylo možné připojit externí 5,25" disketovou mechaniku MZ-1E19 a používat operační systém CP/M.

## Důležité integrované obvody
- Z80 – procesor
- I8255 – řadič klávesnice a magnetofonu
- I8253 – časovač
- GDG – zpracování grafiky a mapování paměti
- SN76489 – generátor zvuku od Texas Instruments

## Boot Monitor
Na rozdíl od jiných domácích počítačů neobsahovala ROM zařízení řady MZ programovací jazyk, ale pouze boot monitor se základními příkazy vstupu a výstupu. Bylo tedy možné číst data z kazety nebo diskety, číst jednotlivé paměťové buňky a měnit jejich obsah v šestnáctkovém zápisu a zapisovat data zpět do hromadné paměti. Zdrojový kód assembleru monitoru byl obsažen v dodaném manuálu. Sharp nazval tento pojem čistým počítačem. Aplikace nebo programovací jazyky se po zapnutí nejdříve musely načíst z pásku nebo diskety. BASIC je nutné nahrávat z kazety. Je to jedna z nejrozsáhlejších mutací tohoto jazyka mezi tehdejšími 8bitovými počítači. Má velikost 41 kB a nahrával se přibližně 5 minut. Pro programování zůstalo volných přibližně 23 kB.

## Technické parametry
| Procesor          | Z80A                 | 3,5469 MHz                                            |
| Paměť             | ROM                  | 16 kB                                                 |
| Paměť             | RAM                  | 64 kB                                                 |
| Paměť             | VRAM                 | 16 kB (rozšiřitelná na 32 kB)                         |
| Grafika           | 320x200 bodů         | 4 barvy z 16 (s 32 kB VRAM 16 barev)                  |
| Grafika           | 640x200 bodů         | 2 barvy z 16 (s 32 kB VRAM 4 barvy z 16)              |
| Text              | 40x25 znaků          | v grafickém režimu 320x200 bodů (matice 8x8 bodů)     |
| Text              | 80x25 znaků          | v grafickém režimu 640x200 bodů (matice 8x8 bodů)     |
| Zvuk              | SN76489AN            | 3 kanály, 6 oktáv, 1 šumový kanál                     |
| Záznamové médium  | Kazeta               | MZ-1T04, 1200 b/s (cca 800 kB při 90 minutové kazetě) |
| Záznamové médium  | Quick disk           | MZ-1F11, 2 x 64 kB                                    |
| Záznamové médium  | Floppy disk          | MZ-1F02, 5.25" 360 kB; MZ-1F19, 5,25" 1200 kB         |
| Záznamové médium  | Floppy disk          | 3.5" 720 kB, 1440 kB                                  |
| Záznamové médium  | RAM disk             | MZ-1R18 nebo 64–1024 kB                               |
| Záznamové médium  | Unikarta             | Emulace Floppy disk, Quick disk, zálohovaný RAM disk  |
| Obrazový výstup   |                      | TV, Video, RGB                                        |
| Vstupní rozhraní  | Joystick             | MZ-1X16, 2 x Atari, případně myš                      |
| Vstupní rozhraní  | Magnetofon           | u MZ-821 nezapojený                                   |
| Výstupní rozhraní | Centronics           | Plotr MZ-1P16 nebo tiskárna s rozhraním Centronics    |
| Výstupní rozhraní | 2 x rozšiřující slot | Radič Floppy disk, RAM disk, Unikarta atd.            |
| Rozšíření         | 64 KB RAM disk       | MZ-1R18                                               |
| Rozšíření         | 16 KB VRAM           | MR-1R25                                               |
| Rozšíření         | Rozšiřující jednotka | MZ-1ZU06 se 2 sloty                                   |
| Rozměry           | š/v/h                | 440 x 109 x 305 mm                                    |
| Hmotnost          |                      | 4,0 kg (MZ-811); 4,3 kg (MZ-821)                      |

## MZ-800 v Československu
V Československu byly počítače MZ-800 populární pro svoji dostupnost nejen v síti Tuzex, ale i v běžné maloobchodní síti prodejen s elektronikou. Byly prodávány za cenu 6600 Kčs (MZ-811) a 7800 Kčs (MZ-821). Pro porovnání v bývalé Německé spolkové republice byla maloobchodní cena 1198 DM.
Díky procesoru Z80 a také snaze českých programátorů vznikaly porty programů a her ze Sinclair ZX Spectrum a počítači se dodnes věnují kluby výpočetní techniky.